# (36979) 2000 SP327
2000 SP327 (asteroide 36979) é um asteroide da cintura principal. Possui uma excentricidade de 0.13324390 e uma inclinação de 5.00162º.
Este asteroide foi descoberto no dia 30 de setembro de 2000 por LINEAR em Socorro.